# Bouvardiasläktet
Bouvardiasläktet (Bouvardia) är ett växtsläkte i familjen måreväxter med cirka 30 arter. De förekommer i Amerika, från södra USA till Costa Rica. I Sverige odlas några arter och hybrider som krukväxter.
Släktet innehåller hermafroditiska halvbuskar och buskar. Bladen är motsatta eller kransställda. Blommorna är toppställda eller sitter i bladvecken, de kan vara ensamma eller några i samlingar. Fodret är vanligen fyrflikigt. Kronan är rörformad, vit till röd, men fyra flikar. Frukten är en kapsel med runda, platta från med endast antydan till vingar.

### Webbkällor
- Svensk Kulturväxtdatabas
- GRIN Taxonomy for Plants